# Portunoidea
Portunoidea Rafinesque, 1815 è una superfamiglia di crostacei decapodi macrobentonici.

## Descrizione
Come tutti i membri dell'infraordine Brachyura (granchi), hanno un aspetto comune e riconoscibile, robusto e tozzo carapace dal quale si diramano quattro paia di arti per il movimento e anteriormente gli ultimi due dotati all'apice di due potenti chele utilizzate per afferrare, difendersi e cibarsi e con l'addome ripiegato verticalmente.

## Tassonomia
In questa superfamiglia sono riconosciute 6 famiglie:
- Carcinidae MacLeay, 1838
- Geryonidae Colosi, 1923
- Polybiidae Ortmann, 1893
- Pirimelidae Alcock, 1899
- Portunidae Rafinesque, 1815
- Thiidae Dana, 1852